# 3352 McAuliffe
3352 McAuliffe eller 1981 CW är en asteroid upptäckt 6 februari 1981 av den amerikanske astronomen Norman G. Thomas vid Lowell Observatory i Flagstaff, Arizona. Asteroiden har fått sitt namn efter den amerikanska läraren Christa McAuliffe som dog i olyckan med rymdfärjan Challenger den 28 januari 1986.
Den tillhör asteroidgruppen Amor.
Asteroiden är av spektralklass A, vilket brukar betyda att den är rik på olivin.

## Deep Space 1
Asteroiden var avsedd som mål för rymdsonden Deep Space 1. Men planerna ändrades och rymdsonden kom istället att besöka 9969 Braille.